# Nomada suda
Nomada suda är en biart som beskrevs av Cresson 1879. Nomada suda ingår i släktet gökbin, och familjen långtungebin. Inga underarter finns listade i Catalogue of Life.